# Castel Tandalier
Castel Tandalier (Schloss Tandalier in tedesco) si trova nel comune austriaco di Radstadt nel Distretto di Sankt Johann im Pongau appartenente al Land Salisburghese e la sua storia inizia nel XV secolo.

## Storia

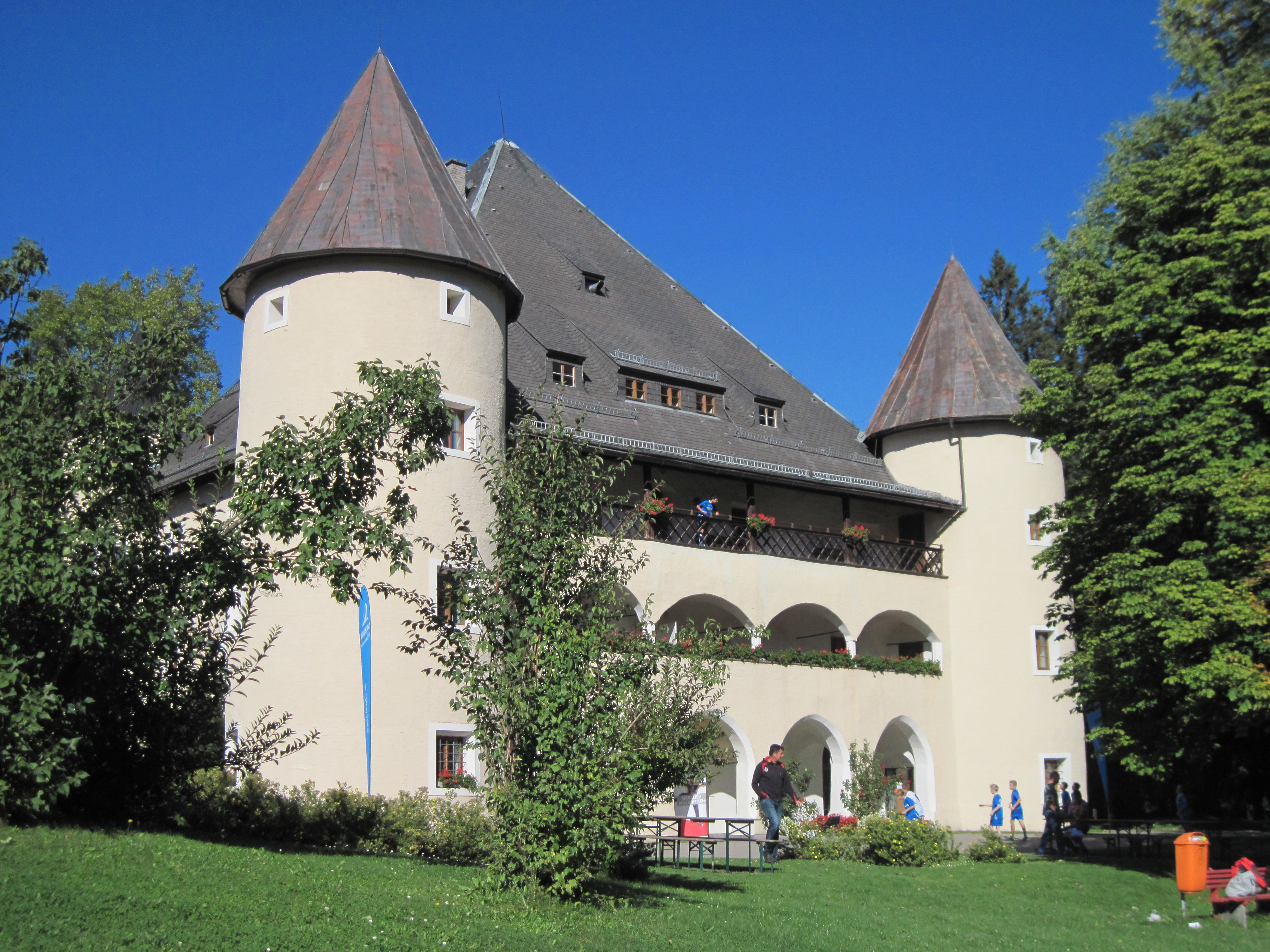
Facciata a sud

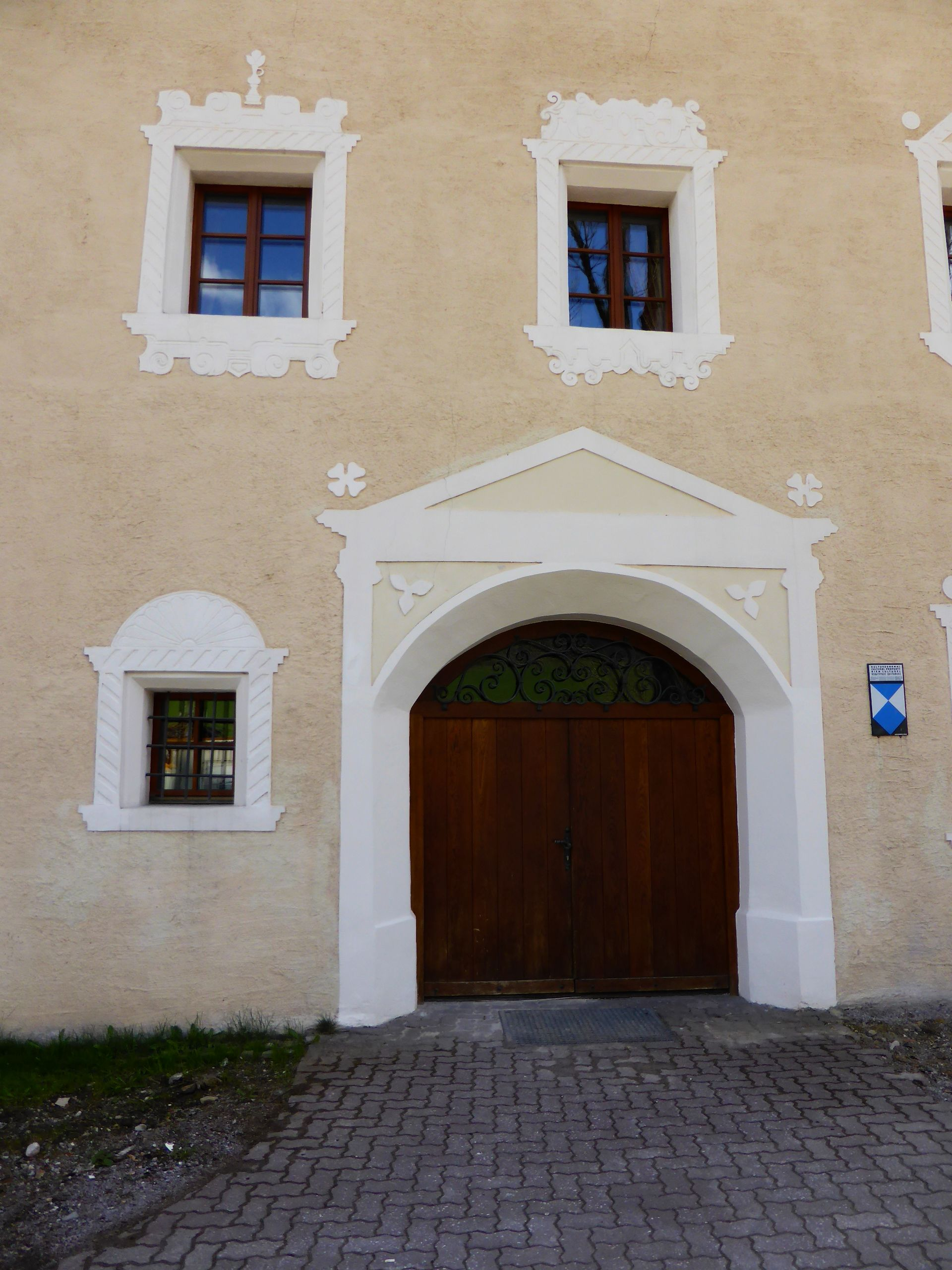
Portale di accesso sul lato nord

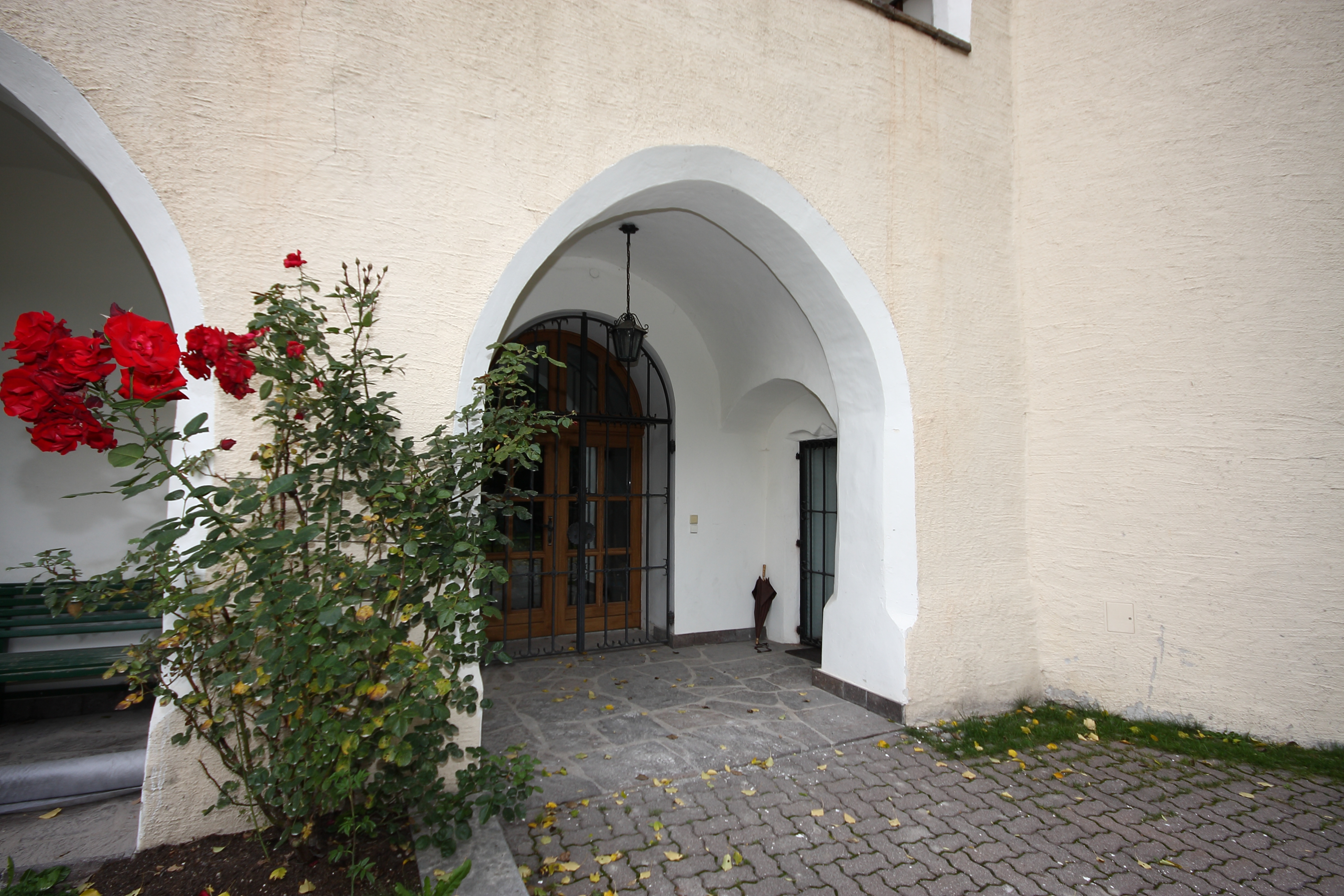
Particolare di castel Tandalier

In origine sul sito del castello esisteva una costruzione chiamata Sulzberghof citato per la prima volta su un documento dell'arcidiocesi di Salisburgo nel 1419. Intorno alla metà del secolo i signori locali risultavano essere i Tändler, ricca famiglia con possedimenti a Mittersill e a Radstadt chiamata anche Tandalier. All'inizio del XVI secolo fu Christian Tandalier a ritrutturare l'edificio poi, nel 1537, la proprietà passò alla famiglia Graf che per secoli ebbe contatti commerciali come fornitrice di diversi castelli nel territorio di Salisburgo. Pochi anni prima Christoph Graf von Scherenberg riuscì a controllare con successo una rivolta di contadini del territorio e il nipote omonimo nel 1569 trasformò la struttura in un vero castello di forme rinascimentali, non fortificato ma con torrette ai vertici e ne arredò con cura gli interni. Intanto il castello aveva perduto le sue prerogative feudali ed era diventato una libera proprietà. Dopo speculazioni finanziarie rischiose nel settore minerario la famiglia Graf, ormai in difficoltà, dovette lasciare il castello al giudice distrettuale Burkhart Schwaigner nel 1611. Negli ultimi decenni del secolo fu acquistato da un albergatore di Flachau, Sebastian Pürcher, e il figlio nel piano terra vi allestì una locanda. L'antico splendore del castello si cominciò a perdere e nel 1753 la proprietà passò a Johann Josef Gottlieb Grimming. La struttura continuò a deperire, i magnifici interni furono venduti a partire dal 1860 ad altri castelli come a quello di Arenberg, nel 1866 venne utilizzato come bottega di falegname e nel 1873 fu destinato ad ospitare il gran numero di lavoratori italiani che stavano lavorando alla costruzione della Ennstalbahn, la nuova linea ferroviaria della Stiria destinata a unire Salisburgo con Linz. Nel 1926 il Bundesland della Bassa Austria acquistò il castello, lo ristrutturò e lo utilizzò casa della gioventù. Tre anni più tardi fu la Repubblica d'Austria a rilevare la residenza e dal 1972 l'interno è stato ricostruito e modernizzato poi adibito per molti anni a campo scuola federale.

## Descrizione
Il castello di Tandalier si trova nel comune austriaco di Radstadt nel Distretto di Sankt Johann im Pongau appartenente al Land Salisburghese e rappresenta una delle tipiche residenze rurali sorte nel Salisburghese nel XVI secolo quando alcuni possedimenti terrieri si ampliavano. L'edificio è quasi quadrato, innalzato di un piano nel XVI secolo e con quattro torri angolari. Quelle della parte a sud sono torri rotonde e massicce, mentre quelle a nord hanno pianta rettangolare. Le torri angolari hanno tetti a cono o a tenda ma di altezza minore rispetto al grande tetto a padiglione del corpo centrale del castello. La facciata tra le torri rotonde è caratterizzata da arcate su due piani, quella al pianterreno molto più alta, e sopra la facciata si conclude con un corridoio di legno aperto protetto dal tetto principale sporgente. La facciata nord è caratterizzata da serramenti in stile barocco. Le decorazioni all'esterno erano state di stucco dipinto, non di pietra. Gli interni sono stati profondamente modificati ed hanno perso quasi tutte le strutture originali, oltre agli arredamenti che sono stati venduti. All'interno si conserva lo stemma che ricorda l'alleanza tra le famiglie Graf e Paumgarten. La struttura conserva diversi saloni e viene utilizzata per scopi ricettivi ed è circondata da un'ampia area scoperta.

### Bene architettonico tutelato
Castel Tandalier in Austria è un bene sottoposto a tutela artistica col numero 24398.